# 海竜スポーツランド
海竜スポーツランド（かいりゅうスポーツランド）は、富山県射水市海竜町29番地に所在する体育施設である。1999年（平成11年）4月1日にオープン。

## 施設概要
敷地面積は15,000 m2、建物は1999年（平成11年）3月24日竣工で鉄筋コンクリート一部木構造、延床面積3,385 m2。無料駐車場100台分完備。
- 25mプール（7コース）[3]
- 幼児用プール[3]
- ジャグジー（観客席なし）[3]
- アリーナ[3]
- トレーニングラウンジ[3]
- スポーツサウナ[3]
- 休憩室[3]

## 営業状況
- 休館日 - 毎週火曜日および年末年始（12月28日 - 1月3日）[3]
- 利用時間 - 平日は9時から21時まで、日曜および祝日は9時から19時まで[3]。

## アクセス
- あいの風とやま鉄道線小杉駅南口から、コミュニティバス(中央幹線→市民病院乗換→新湊・本江線)、『海竜スポーツランド』下車、徒歩1分[3]。